# 続・貫一お宮のマイスイートロード
続・貫一お宮のマイスイートロード（ぞく・かんいちおみやのまいすいーとろーど）は、RKKラジオで放送されているラジオ番組(トークバラエティ)。
当項では前身番組である貫一お宮のマイスイートロード（かんいちおみやのまいすいーとろーど）についても記述する。

## 概要・番組内容
熊本弁で語るトーク番組。
2003年4月7日に「貫一お宮のマイスイートロード」（以下：無印と表記）として開始。2014年9月末の改編で「お宮」が2代目の西村赤音に交代したこと等から番組がリニューアルされ、タイトルも「続」を冠した「続・貫一お宮のマイスイートロード」へと改題される。
番組タイトルは、パーソナリティ貫一の芸名と尾崎紅葉の小説「金色夜叉」のキャラクター「貫一」（間貫一）と「お宮」（鴫沢宮）を掛けたものであり、故に女性パーソナリティが「お宮」名義で出演している。

## 出演者

### パーソナリティ
- 貫一[注釈 6]
- お宮（2代目・西村赤音[注釈 2]、「続」以降[注釈 7]）
- 塚原まきこ[注釈 8]

### 準レギュラー
- 上村晋一（しんちゃん先生、毎月第1・2週）[注釈 9]

### 過去のパーソナリティ
- お宮（初代・福永和子[4]。放送開始-2014年9月22日、2018年4月16日の2代目お宮の代役[5][注釈 10]）
  - 本業（編集者として）の取材等で度々休演しており[1]、ほぼ出演しない月がある[6]程であった。

## コーナー
番組冒頭のオープニングトークの直後に貫一が担当する音楽関連のミニコーナーがあり、何れのコーナーも曲紹介の前に貫一が曲に因んだ独り芝居を熊本弁で披露するのが恒例となっている。
- 貫一の「ビートルズコーナー」（無印）[注釈 11]
- 貫一クラシックス（続）[注釈 12]

## 放送時間の変遷
何れもJST。
- 土曜日22:30-22:59（2003年4月-9月）
- 日曜日17:30-17:59（2003年10月-2004年3月）
- 月曜日19:10-19:40（2004年4月-9月）
- 月曜日18:30-18:59（2004年9月27日-2012年3月26日・2012年10月1日-2021年9月20日、2022年・2023年・2024年・2025年の4月から9月）
- 月曜日18:40-19:10（2012年4月2日-9月24日）[注釈 13]
- 月曜日19:00 - 19:30（2021年度・2022年度・2023年度・2024年度のナイターオフ《10月から3月》[注釈 14]）